# Чирипа (язык)
Чирипа́ (Apytare, Ava, Ava Guaraní, Chiripá, Nhandéva, Ñandeva, Tsiripá, Txiripá) — гуаранийский язык, на котором говорят в департаментах Альто-Парана, Амамбай, Каагуасу, Канендию, Консепсьон и Центральный на востоке Парагвая, в провинциях Буэнос-Айрес, Жужуй, Корриентес, Мисьонес, Сальта, Санта-Фе, Энтре-Риос в Аргентине и в штатах Мату-Гросу-ду-Сул, Парана, Риу-Гранди-ду-Сул, Сан-Паулу и Санта-Катарина в Бразилии.
У чирипа есть диалект апапокува. Также похож на парагвайский гуарани, находится под влиянием языков парагвайский гуарани, мбья-гуарани и кайва. Большинство из группы апапокува.
Чирипа — один из числа гуаранийских диалектов, которые часто классифицируются как отдельные языки. Из них парагвайский гуарани на сегодняшний день является важной разновидностью, и часто его называют просто как гуарани.